# Elemér Horváth
Elemér Horváth (n. 15 aprilie 1933, Csorna, Comitatul Sopron, Regatul Ungariei – d. 2017) a fost un scriitor maghiar.